# Johannes Weiß
Johannes Weiß (Kiel, 13 dicembre 1863 – Heidelberg, 24 agosto 1914) è stato un teologo, biblista e docente tedesco; appartenente alla Religionsgeschichtliche Schule, diede importanti contributi allo sviluppo del metodo storico-critico e alla sua applicazione al Nuovo Testamento.

## Biografia
Figlio del teologo protestante conservatore Bernhard Weiß, studiò nelle Università di Marburgo, Berlino, Gottinga e Breslavia e insegnò esegesi neotestamentaria a Gottinga (dal 1890), Marburgo (dal 1895) e ad Heidelberg (dal 1908 fino alla sua morte). Fu anch'egli di tendenze conservatrici, ma meno di suo padre. Con la sua scoperta dell'elemento escatologico, soprattutto nella predicazione di Gesù, appartenne alla Religionsgeschichtliche Schule [Scuola di Storia delle religioni], un gruppo di teologi protestanti dell'università di Gottinga attorno agli anni novanta dell'800. Ebbe, fra i suoi allievi, Rudolf Bultmann, che continuò le ricerche di Johannes Weiß sul Nuovo testamento, e Josef Hromádka. Tra le altre cose, Weiß fu il primo a designare con la sigla "Q", acronimo del vocabolo tedesco "Quelle", ossia "fonte", l'ipotetica raccolta di detti di Gesù che erano stati accorpati in una sorta di protovangelo, e che, secondo la teoria delle due fonti, permette la soluzione della cosiddetta "questione sinottica".

## Opere
- La predicazione di Gesù sul regno di Dio [Die Predigt Jesu vom Reiche Gottes], Napoli, M. D'Auria, 1993  [1892], ISBN 88-7092-057-7.
- Die Offenbarung des Johannes : Ein Beitrag zur Literatur- und Religionsgeschichte [L'Apocalisse di Giovanni: un contributo alla storia della letteratura e della religione], Göttingen, Vanderhoeck & Ruprecht, 1904.
- Paulus und Jesus [Paolo e Gesù], Berlin, Reuther & Reichard, 1909.
- Jesus von Nazareth, Mythus oder Geschichte? [Gesù di Nazareth, Mito o storia?], Tübingen, J.C.B. Mohr, 1910.
- Das Urchristentum [Cristianesimo primitivo], Göttingen, Vandenhoeck & Ruprecht, 1917. (postumo)